# Pierre-Théodore Fraineau
Pierre-Théodore Fraineau est un prêtre missionnaire français né le 10 octobre 1847 à Jonzac (Charente-Inférieure) et mort le 24 janvier 1911 à Urakami (Nagasaki).

## Biographie
Théodore Pierre Fraineau suit sa scolarité au petit séminaire de Montlieu-la-Garde, avant d'entrer au grand séminaire de La Rochelle. Émettant le souhait de partir en mission, son évêque, Léon-Benoit-Charles Thomas le convint de rester quelques années encore dans le diocèse de La Rochelle. Il devient alors professeur au petit séminaire de Montlieu durant deux années.
Ordonné prêtre le 2 juillet 1871 pour le diocèse de La Rochelle, il rejoint les Missions étrangères de Paris (MEP) l'année suivante et est envoyé en mission au Japon en 1873, où il reçoit la charge des chrétiens d'Urakami, affecté au Japon méridional à partir de 1876. L'année suivante, les îles Goto, habitaient par plusieurs milliers de catholiques bien que sans églises, lui sont également confiées. Il lance l'organisation de cette région. 
Il est ensuite nommé supérieur du séminaire de Nagasaki.
En 1883, il se consacre à l'évangélisation de la grande île de Kyūshū, parcourt plusieurs provinces, dont celle de Bungo, obtenant des conversions dans diverses villes. 
À partir de 1885, à la suite du décès de Bernard Petitjean et de son auxiliaire Joseph Laucaigne, il retrouve la direction de la partie septentrionale des îles Goto.
Jules-Alphonse Cousin, évêque de Nagasaki, le nomme à Urakami en 1889. Il y assure son ministère durant vingt-deux années, jusqu'à son décès. Contant plusieurs milliers de fidèles, il fait construire une résidence et une grande église, la cathédrale de l'Immaculée-Conception de Nagasaki, dont il n'aura pas l'occasion de connaître l'achèvement des travaux.

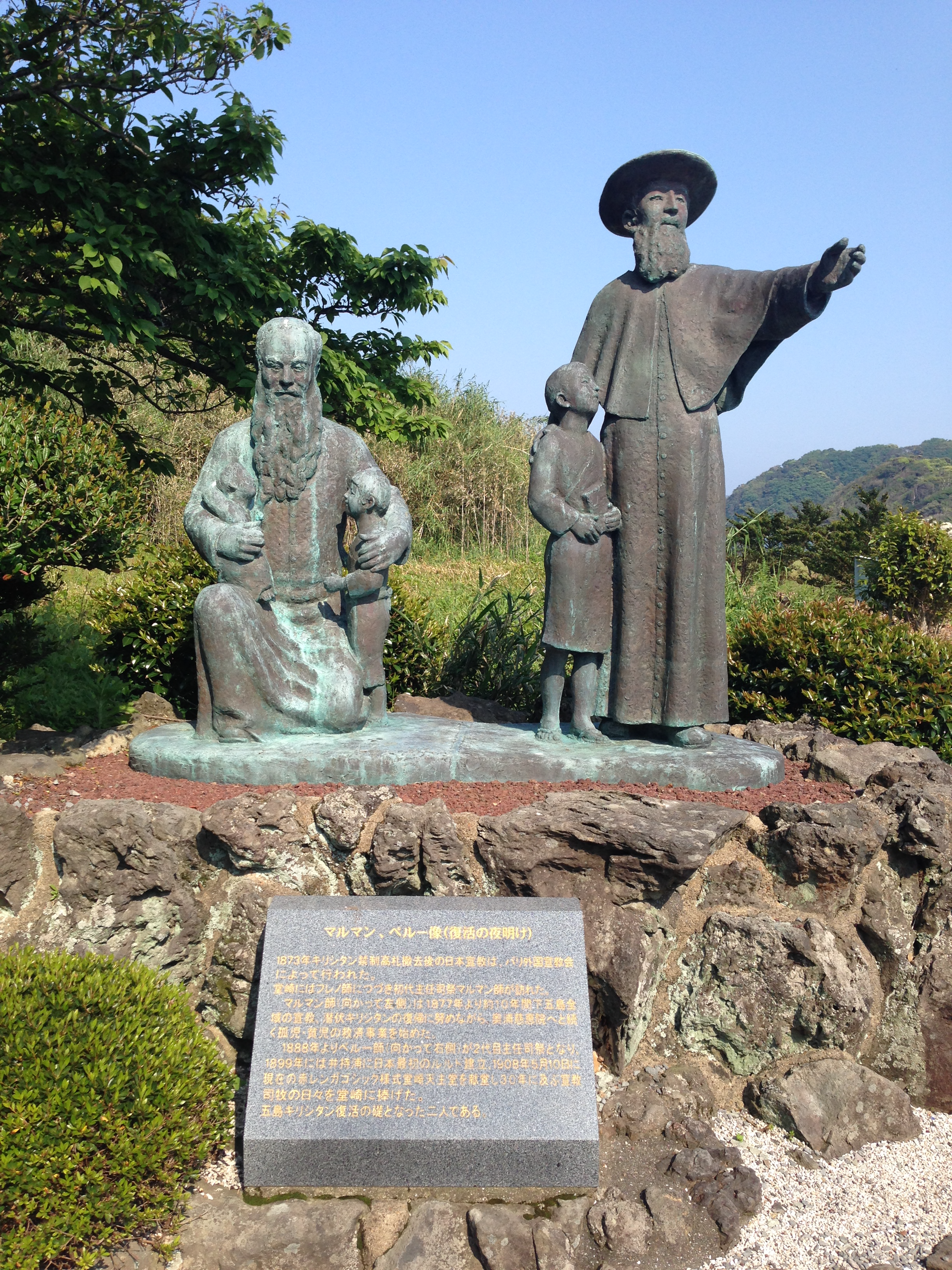
Statue représentant le Père Fraineau, église Dōzaki.
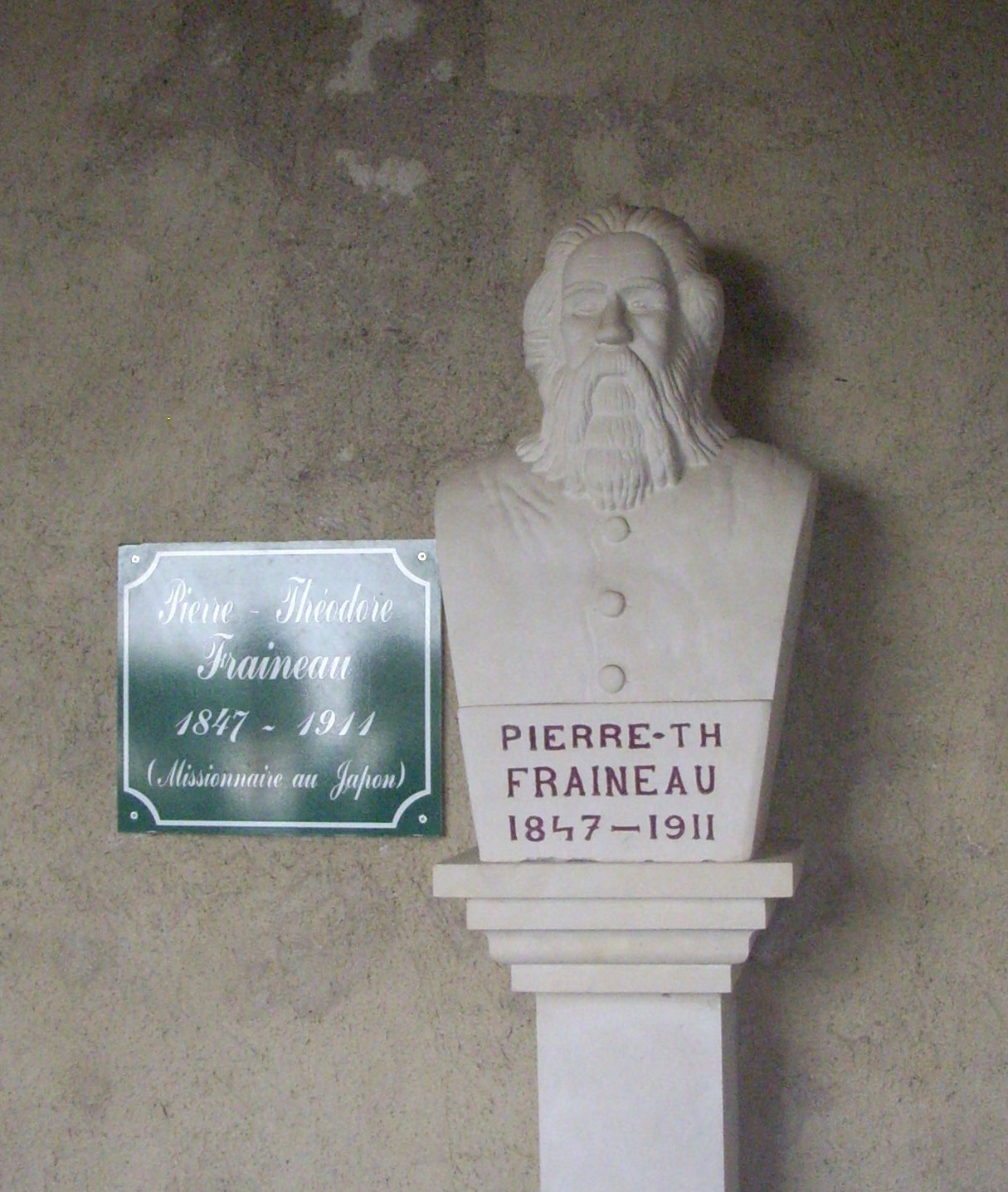
Buste représentant le Père Fraineau, ancien cloître des carmes de Jonzac.

## Sources
- Jean-Claude Arrivé, Pierre-Théodore Fraineau, un missionnaire jonzacais au Japon, 2008